# سفبوپرازون
سفبوپرازون(به انگلیسی: Cefbuperazone) (INN) یک آنتی‌بیوتیک سفالوسپورینی نسل دوم است.